# Hyundai KIA S
| Hyundai/KIA          | Hyundai/KIA      |
| -------------------- | ---------------- |
|                      |                  |
| S                    |                  |
| Hersteller:          | Hyundai / KIA    |
| Produktionszeitraum: | 2006-heute       |
| Bauform:             | 60° V            |
| Motoren:             | 3,0 L (2959 cm³) |
| Zylinder-Zündfolge:  | - ? -            |
| Vorgängermodell:     | keines           |
| Nachfolgemodell:     | keines           |
| Ähnliche Modelle:    | Isuzu DMAX V6    |

Bei der Baureihe S handelt es sich um einen Sechszylinder-Dieselmotor mit Direkteinspritzung, Turbolader, vier obenliegenden Nockenwellen (QOHC), und vier Ventilen pro Zylinder. Die Motoren werden in Südkorea gefertigt.
Die S-Reihe ist die erste für PKW angebotene V6-Dieselreihe des Konzerns. Sie ist eine grundlegend überarbeitete Fassung eines Isuzu-Fabrikats.
Der Motorblock besteht aus gesintertem Vermikulargraphit-Grauguss, sein Zylinderkopf aus Leichtmetall. Das Zylindermaß weist eine Bohrung von 84 mm und einen Hub von 89 mm auf. Gewicht und Leerlaufdrehzahl wurden bislang nicht veröffentlicht.
Die Nockenwellen werden von der Kurbelwelle mittels wartungsfreier Steuerketten, die Nebenaggregate von einem Serpentinenriemen angetrieben.
Die Art der Ventilbetätigung wurde nicht beschrieben, sie enthält jedoch einen Hydrostößel. Sie gleicht damit entweder jener der D- oder jener der Delta-Reihe.

## S

### Geschichte
Eigene V6-PKW-Diesel fertigte Hyundai vor dem S-Motor nicht, die vorhandenen J-Motoren kamen dem Ziel nur im Hubraum (2,9 l) nahe. Sie waren jedoch Vierzylinder und zudem bereits seit 1998 im Einsatz. Daher fehlte ihnen neben dem laufruhigen V-Format die notwendige moderne Technologie. 2004 entschied man sich, diese einem Motor außerhalb des Konzerns hinzuzufügen. Am Anfang der Entwicklung stand daher der Isuzu DMAX V6 „6DE1“. Dieser Motor wurde vom Hersteller bereits an Renault lizenziert, und seit dem Kauf der Patente durch GM auch im Opel Vectra C und Saab 9-5 verwendet. Einspritzung und Turbolader wurden gewechselt. Wie letzterer stammen auch die Glühkerzen aus dem BorgWarner-Konzern, hier von der Tochterfirma BERU. Sie sollen auch Starts bei −25 °C ermöglichen und zu kultiviertem Klang durch saubere Verbrennung verhelfen. Die Glühkerzen werden von einem Steuergerät (Glow Control Unit) betrieben und von einer Heizung im Ansaugtrakt dabei unterstützt, das Diesel-Luft-Gemisch in Kaltstartphasen auf Selbstzündungstemperatur zu bringen.
Die Entwicklung des S-Motors dauerte 26 Monate und kostete 222 Millionen US-Dollar. Koordiniert wurde sie vom Namyang Powertrain-Zentrum in Hwaseong, durchgeführt im europäischen Powertrain-Zentrum in Rüsselsheim.
Die V-Orientierung der beiden Drei-Zylinder-Bänke hat den Vorteil geringerer Länge gegenüber Reihensechszylindern, wie sie etwa BMW einbaut. Zudem muss hiermit die Kurbelwelle nur noch halb so lang sein, da jeder Hubzapfen von zwei Kolben angetrieben wird.
Der Nachteil der Aufteilung auf zwei Bänke sind doppelte Bauteile am anderen Ende des Kolbens – im Zylinderkopf müssen etwa vier statt zwei Nockenwellen die Ventile betätigen, insgesamt steigen damit die Wartungskosten leicht.

### Einspritzung

Mittels Drücken eines Piezokristalls entsteht elektrische Spannung, umgekehrt ist damit das Herausdrücken von Kraftstoff bei anliegender Spannung möglich. „Piezein“ bedeutet im Griechischen drücken.

Die Bosch-Einspritzanlage der dritten Generation (CRS 3.0) ist mit Piezo-Injektoren ausgestattet. Deren Vorteil besteht in einem schnelleren Beenden der Einspritzung, wodurch eine größere Kraftstoffmenge zeitlich präzise genug eingebracht werden kann. Damit entsteht mehr Leistung bei rückstandsarmer Verbrennung. Denselben Effekt hat das „Variable Swirl Control System“. Es verwirbelt die Luft vor Eintritt in den Zylinder immer so, dass eine homogene Verteilung des Diesels unterstützt wird. Dafür wird bei niedrigen Drehzahlen und geringer Einströmgeschwindigkeit die Luft durch ein schmaleres Saugrohr geleitet und so beschleunigt. Bei höheren Drehzahlen öffnet sich dann ein breiterer Weg. Dadurch bleiben Einströmgeschwindigkeit und damit Verwirbelung drehzahlunabhängig konstant.
Die Direkteinspritzung erfolgt über senkrecht von oben in den Zylinder reichende Düsen. Dies minimiert Diesel-Kondensat an der relativ kühlen Zylinderinnenwand, welches zu Ruß würde. Die Düsen werden beliefert von einer Kraftstoffleitung für alle Zylinder (Common Rail), in welcher der Diesel mit 250 bis 1600 bar ansteht. Aktuellere Dieselmotoren steigern den Druck weiter, was zu noch homogenerer Gemischbildung und damit weniger sauerstoffreichen, stickoxidproduzierenden und sauerstoffarmen, rußproduzierenden Nestern führt.

### Schadstoffreduktion
Diese Reihe verfügt über Rußfilterung, aber keine Stickoxid-Reduktion in der Abgasnachbehandlung. Diese besteht aus einem geschlossenen Partikelfilter, dem ein Oxidationskatalysator vorgeschaltet ist.
Der Oxidationskatalysator ersetzt aufgrund der hohen Sauerstoffmengen im Abgasvergleich zum Ottomotor den dort üblichen Drei-Wege-Katalysator. Anders als dieser lässt er die Stickoxide passieren und arbeitet damit als Zwei-Wege-Katalysator. Wie sein Pendant verarbeitet er mithilfe von Sauerstoff das Kohlenmonoxid (CO) zu Kohlendioxid (CO2) und Kohlenwasserstoffe (HC) zu Kohlendioxid und Wasser. Die Stickoxide bleiben außen vor, da aufgrund des Sauerstoffüberschusses jener zuerst mit dem Kohlenmonoxid reagiert (2 CO + O2 zu 2 CO2). Damit steht dieses Kohlenmonoxid nicht mehr dem Stickoxide (NOx) zur Reduktion in reinen Stickstoff zur Verfügung (CO und NO zu N2 und CO2).

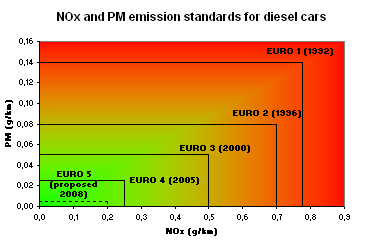
Stickoxid- und Partikelmassegrenzwerte der Euro-Normen für Diesel. Der S erreicht Euro 4.

Rußreduzierend wirkt der dieseltypische Magerbetrieb, die Abgasrückführung (→ nächster Absatz) und der geschlossene Dieselpartikelfilter dieser Motoren.
Auf europäischen Märkten ist er serienmäßig. Im Gegensatz zu offenen Systemen ist dieser Typ nicht nachrüstbar, da der Motor über eine Sensorik den Füllstand des Filters erkennen und diesen bedarfsweise regenerieren muss. Dafür steigt die Filterleistung von rund 30 auf über 95 Prozent der Partikelmasse, gleiches gilt für die Anzahl der besonders relevanten Nanopartikel (siehe Partikelemission). Der Abbau der Partikel läuft in zwei Stufen. Bei der passiven Regenerierung handelt es sich um eine Oxidierung des Rußfiltrats. Diese funktioniert nur bei Abgastemperaturen, wie sie auf längeren Autobahnfahrten zustande kommen. Hierbei werden mittels im Oxidationskatalysator gebildetem NO2 ab 200 °C Rußpartikel im Filter zu CO2 oxidiert. Das überschüssige Stickstoffdioxid entweicht. Eine aktive Regenerierung muss eingreifen, wenn diese Temperatur nicht erreicht wird und der Filter zu etwa 45 % seines Fassungsvermögens gefüllt ist. Dann stellt die Motorsteuerung eine Temperatur von 600 °C künstlich her, indem sie Diesel direkt nach dem Zündvorgang einspritzt, was zu keiner zusätzlichen Leistung, aber den nötigen Abgastemperaturen führt. Der Verbrauch steigt dadurch um drei bis acht Prozent (je nach Häufigkeit), der Ruß wird hierbei verbrannt. Vom Rußfiltrat bleibt nach der aktiven Regenerierung etwas Asche im Filter übrig, eine Angabe zur Haltbarkeit wurde nicht gemacht. Die Regenerierung benötigt etwa 25 Minuten Zeit ohne Stop-&-Go-Verkehr bei einer Drehzahl über 2000 min−1 ab dem dritten Gang. Bleiben diese Fahrten aus, blinkt ab 75 % des Filterfüllstandes eine Warnleuchte im Cockpit auf, welche den Fahrer auf eine nötige Regenerierung verweist. Blinkt diese nach der beschriebenen Fahrt weiterhin, ist eine Werkstatt aufzusuchen, welche die Regenerierung durchführt. Unterbleibt auch dies, droht ein Schaden des Partikelfilters, der wie alle geschlossenen namensgemäß über kein Überdruckventil verfügt.

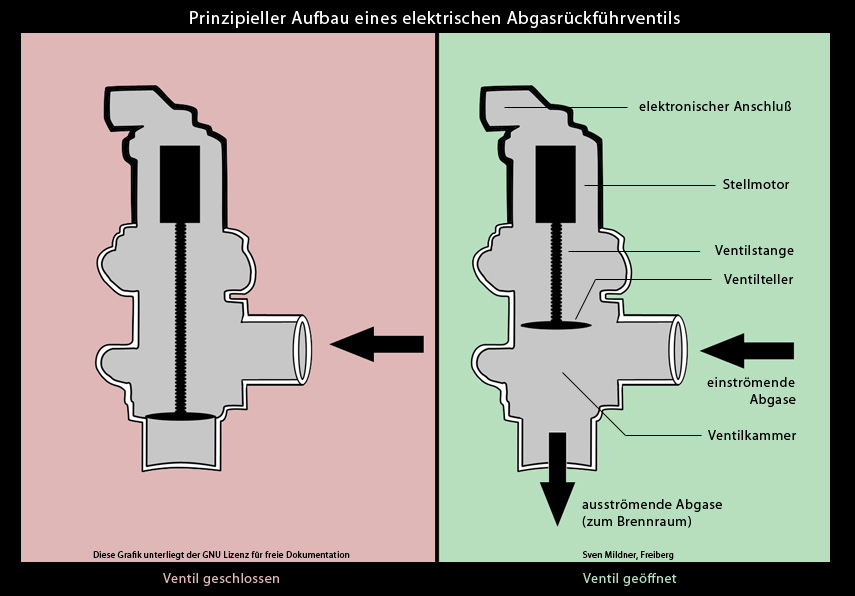
Ein Abgasrückführungsventil
links geschlossen, rechts geöffnet

Zur Stickoxidreduktion verwenden diese Motoren die Abgasrückführung. Diese leitet im Teillastbereich bis zu 60 % des Abgases zurück in den Ansaugtrakt. Die darin enthaltenen Stickoxide werden somit neutralisiert, gleiches gilt für Rußpartikel und noch nicht verbrannte Kohlenwasserstoffe (z. B. PAK). Wird jedoch zu viel Abgas eingeleitet, mangelt es im Zylinder an Sauerstoff zur vollständigen Verbrennung. Das führte zu mehr Ruß. Daher ist die sowieso nur teilweise Abgasrückführung auch nur im Teillastbereich möglich. In der von dieser Serie erreichten Euro4-Norm bleibt die erlaubte Stickoxidmenge beim Dreifachen eines Otto-Motors.
Die Rückführung wird elektrisch gesteuert. Dies minimiert die Abweichung von der gewünschten Rückführungsrate. Mittels Lambdasonde wird dazu auch der Sauerstoffwert im Abgas ausgewertet. Eine Kühlung des rückgeführten Abgases senkt zudem die Verbrennungstemperatur stickoxidreduzierend ab. Das mittels Kühlung dichtere Luftvolumen stellt dennoch genügend Sauerstoff bereit, um Ruß nicht zu begünstigen.
Stickoxide begünstigen Smog- und Ozonbildung sowie Sauren Regen, Stickstoffdioxid wirkt reizend. Dieselmotoren arbeiten zur Rußreduzierung mit Sauerstoffüberschuss, der zu lokal sehr hohen Temperaturen im Zylinder führt. Diese begünstigen die Stickoxidentstehung.

### Turbolader
Dieser Motor verwendet einen BorgWarner BV50-Turbolader mit variabler Geometrie.
Diese minimiert die Beschleunigungsverzögerung nach Durchdrücken des Gaspedals. Der unvariable Turbolader ist ein Resonanzsystem, das erst angeregt werden muss. Erst viel Abgas beschleunigt die Turbine im Abgasstrom so stark, dass sie auf der Ansaugseite das gewünschte Mehr an Luft in den Zylinder fördert. Diese Verzögerung wird „Turboloch“ genannt und muss bei Beschleunigungsvorgängen vom Fahrer beachtet werden. Dem abhelfend, beschleunigt ein VGT-System auch geringe Abgasströme, indem es sie durch einen vorübergehend verengten Luftweg auf die Turbine lenkt.
Die VGT-Leitschaufeln sind dazu wie auf einem Schaufelbagger-Rad angebracht und reichen in den Abgasstrom. Sie lenken, nahezu zum Kreis angeklappt, schneller, oder ausgeklappt langsamer Abgas auf die Turbine des Turboladers. Diese beschleunigt oder bremst demzufolge. Letzteres wird bei höheren Motordrehzahlen angewandt, da hier kaum Bedarf für ein Mehr an Luft besteht. Im Gegenteil würde dies den vorgesehenen Druck im Zylinder übersteigen und damit die Motorbauteile mechanisch schädigen. Die VGT-Regelung macht daher meist, wie auch bei diesem Motor, das Überdruckventil (Wastegate) unvariabler Turbolader überflüssig. Der Wechsel von pneumatischer auf elektrische Leitschaufel-Steuerung ermöglicht zudem eine präzisere Regelung des Luftstroms. Hyundai weist sie mit der Bezeichnung e-VGT aus.
BorgWarner entwickelte diesen Turbolader am Stammsitz in Kirchheimbolanden und in seinem südkoreanischen Joint-Venture SeohanWarner Turbo Systems gemeinsam mit Hyundai. Gefertigt wird er von SeohanWarner in Pyongteak. Diese Zusammenarbeit gab es bereits bei den A- und J-Motorenreihen. Verwendet wird der BV50-Turbolader mit einer an die höheren Abgastemperaturen eines Otto-Motors angepassten Legierung seit Juni 2006 auch im Porsche 997, drei Monate vor der Premiere des S V6 im September 2006.
Eine um 80 % ruß- und 90 % stickoxidreduzierte Variante des Motors befand sich bis 2008 in der Entwicklung. Mit ihr sollte die Zulassung des Motors auf dem US-Markt nach Tier 2 Bin 5 Norm erreicht werden. Das Projekt wurde Anfang 2009 jedoch eingestellt. Damit sind auch 2010 nur einzelne, angepasste Dieselmotoren deutscher Hersteller im US-PKW-Markt verfügbar.

## Daten
| Serie | Motorcode | Hubraum (cm³) | Hub × Bohrung (mm) | Leistung bei (1/min) | Drehmoment bei (1/min)     | Zylinder | Verdichtung | Aufladung                 | Einspritzung        | Partikelfilter | Stickoxidfilter |
| ----- | --------- | ------------- | ------------------ | -------------------- | -------------------------- | -------- | ----------- | ------------------------- | ------------------- | -------------- | --------------- |
| S     | D6EA      | 2959          | 89 × 84            | 239/249 1 bei 3800   | 451/540 bei 1750–3500/2000 | 6        | 17,3        | e-VGT-Turbo 2 (+ 1,9 bar) | Piezo-CRDI 1600 bar | geschlossen    | -               |

## Einsatz
Aufgelistet sind die weltweit verbauten S-Motoren für jedes Modell, nicht in jedem Land wird dieser angeboten.
Hyundai ix55
- ix55 EN
  - D6EA (239 PS): 2007-heute

KIA Mohave
- Mohave HM
  - D4EA (249 PS): 2009-heute